# أوكتافيو كولميناريس
أوكتافيو كولميناريس (بالإسبانية: Octavio Colmenares)‏ هو لاعب كرة قدم مكسيكي في مركز حراسة المرمى، ولد في 19 أغسطس 1989 في مدينة مكسيكو في المكسيك. لعب مع نادي أونيفرسيداد دي تشيلي.

## وصلات خارجية
- أوكتافيو كولميناريس على موقع قاعدة بيانات كرة القدم.إي يو (الإنجليزية)
- أوكتافيو كولميناريس على موقع Soccerway.com (الإنجليزية)